# معلم میگه

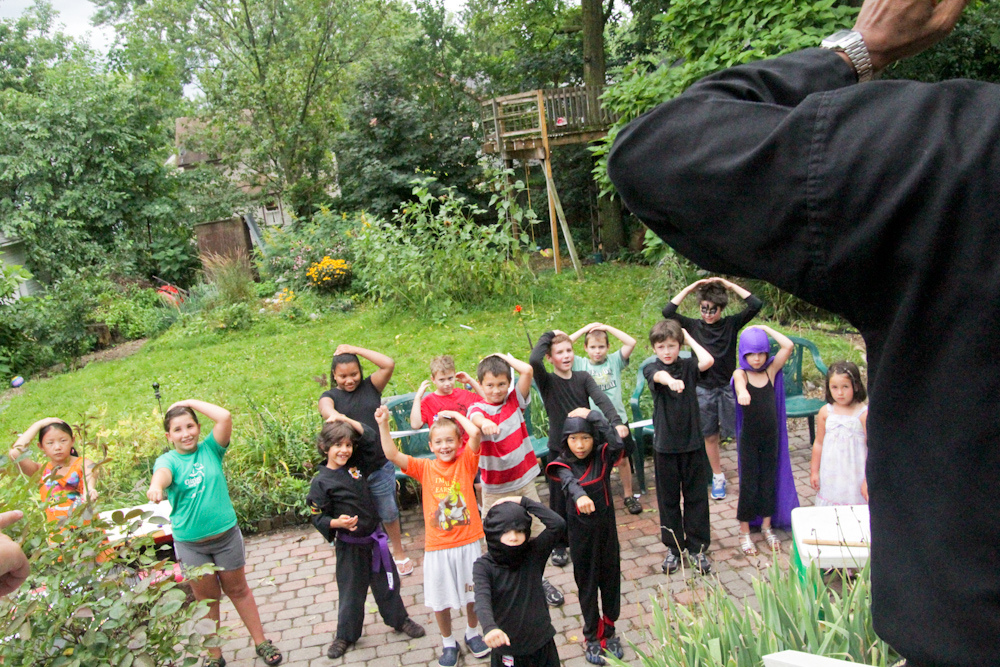
کودکان در حال بازی معلم میگه

رهبر میگه یا معلم میگه (به انگلیسی: Simon Says- سایمون میگه) یک بازی کودک ۳ نفره یا بیشتر است که در آن ۱ بازیکن نقش «معلم» را بازی می‌کند و دستورهایی (معمولاً اقدامات فیزیکی مانند «بپر بالا» یا «زبونتو دربیار») را می‌دهد. بازیکنان تنها در صورتی باید دستورها " معلم " را اجرا کنند که معلم در ابتدا دستور، عبارت " معلم میگه " را گفته باشد. حذف بازیکنان بر همین اساس استوار است. اگر بازیکنی دستوری را انجام دهد که ابتدایش " معلم میگه " گفته نشده باشد یا دستوری را که شامل " معلم میگه " باشد را انجام ندهد، از بازی حذف می‌شود.
این بازی بیشتر از اینکه جنبه فیزیکی و حرکتی داشته باشد، جنبه شناختی دارد. اینکه بازیکن بتواند دستور واقعی و غیر واقعی را به سرعت و بلافاصله تشخیص دهد.
مقصود بازیکنی که به نام " معلم" شناخته می‌شود این است که در کمترین زمان ممکن تمامی بازیکنان را از بازی حذف کند. در انتها، دو یا سه بازیکن باقی مانده‌اند که توانسته‌اند تمامی دستورها داده شده را انجام دهند؛ اگرچه ممکن است است همه بازیکنان انتهایی همزمان با هم حذف شده و خود " معلم " برنده بازی شود.
این بازی با فرهنگ عمومی بسیار انجین شده‌است و در ادبیات، موسیقی و فیلم رجوع‌های بیشماری دارد.
این بازی در فرهنگ‌های متعددی با نامهایی مختلفی وجود دارد:
- عربی: به عنوان مثال "الجنرال عمل کده" ("ژنرال فرمان داد", مصر) یا "قال المعلّم" ("معلم گفت:" لبنان) و "سلمان یقول" ("سلمان می‌گوید:" عراق)[۱]